# Associazione Sportiva L'Aquila 1960-1961
Questa pagina raccoglie le informazioni riguardanti l'Associazione Sportiva L'Aquila nelle competizioni ufficiali della stagione 1960-1961.

## Rosa
| N. |                   | Ruolo | Calciatore             |
| -- | ----------------- | ----- | ---------------------- |
|    | Italia (bandiera) | D     | Annibale Acciari       |
|    | Italia (bandiera) | C     | Guido Attardi          |
|    | Italia (bandiera) | P     | Dante Bellei           |
|    | Italia (bandiera) | A     | Filippo Cannavacciuolo |
|    | Italia (bandiera) | D     | Emilio Caprioli        |
|    | Italia (bandiera) | C     | Franco Cioni           |
|    | Italia (bandiera) | C     | Piero Comisso          |
|    | Italia (bandiera) | C     | Alberto Corazza        |
|    | Italia (bandiera) | A     | Armando Equizi         |
|    | Italia (bandiera) | C     | Paolo Ferrari          |

| N. |                   | Ruolo | Calciatore         |
| -- | ----------------- | ----- | ------------------ |
|    | Italia (bandiera) | D     | Aquilino Gerardini |
|    | Italia (bandiera) | D     | Adriano Grigoletti |
|    | Italia (bandiera) | A     | Alberto Janni      |
|    | Italia (bandiera) | A     | Pietrangelo Ore    |
|    | Italia (bandiera) | A     | Walter Pizzi       |
|    | Italia (bandiera) | C     | Pasquale Rosini    |
|    | Italia (bandiera) | C     | Sandro Santilli    |
|    | Italia (bandiera) | D     | Ernesto Scarlattei |
|    | Italia (bandiera) | P     | Raffaele Suman     |
|    | Italia (bandiera) | A     | Beniamino Tosone   |